# Liceu Vieira Dias
Carlos de Aniceto "Liceu" Vieira Dias (Luanda, 1 de maio de 1919 — Lisboa, 19 de agosto de 1994) foi um músico e político angolano, considerado o pai da música popular angolana. Foi um exímio guitarrista e cantor angolano.
Seu apelido "Liceu" fazia referência ao Liceu Salvador Correia, que havia sido inaugurado pouco antes de seu nascimento. Vinha do hábito antigo de nomear crianças em decorrência de algum fato relevante que tivesse acontecido próximo da data do nascimento da mesma.

## Biografia
Os pais de Liceu, José Vieira Dias e Jaquenita do Aniceto de Carvalho, tiveram sua origem na etnia congo, no norte angolano. Migraram para Luanda, onde nasceu Liceu em 1919. Além de Liceu, o casal José e Jaquenita tiveram os filhos Fernando Torres Vieira Dias, Domingas Torres Vieira Dias, José Vieira Dias Filho, Antónia Diniz de Aniceto Vieira Dias, Joaquim Militão Vieira Dias, Zita Vieira Dias, Manuel Helder Vieira Dias, Novato Vieira Dias e Bernardo Vieira Dias. Tinha proximidade familiar com o líder nacionalista Mário Pinto de Andrade.
Na década de 1930, já atuando como músico, passou a ser funcionário público do Banco de Angola, emprego que manteve até o ano de 1959 quando foi  preso. Somente foi desligado da instituição em 1962, após um processo disciplinar dado que não frequentava seu emprego enquanto preso. Na juventude foi desportista, tendo atuado tanto no atletismo, quanto no futebol no Clube Atlético de Luanda.
Foi um dos fundadores da banda N'gola Ritmos, em 1947. O grupo musical foi fundado na casa de Manuel dos Passos, no Bairro Operário, em Luanda, por Liceu, Nino Mário Araújo "Ndongo" e Domingos Van-Dúnen. Logo depois de formado o grupo acescentou o integrante Francisco Machado.
Numa base de violas acústicas, introduz a dicanza e as ingomas (tambores de conga) nas suas canções. O seu som torna-se popular nas décadas de 1940, 1950 e 1960, sobretudo nas áreas urbanas — onde a audiência é favorável à sua mensagem politizada e aos primeiros pensamentos nacionalistas.
Foi também um dos fundadores do Movimento para a Independência de Angola (MIA) e do Movimento Popular de Libertação de Angola (MPLA) e esteve preso durante mais de uma década no Campo de Concentração do Tarrafal, em Cabo Verde, por estar implicado no Processo dos 50.
Quando saiu da cadeia no inicio dos anos 1970, Liceu tentou reunir o N'gola Ritmos novamente, mas encontrou fortes dificuldades dado a perseguição política, sendo impedidos de efectuar qualquer apresentação pública ou atividade política. Após a independência do país em 1975, a guerra civil trouxe um grande declínio na produção musical em Angola. Em 1978 os N'gola Ritmos fizeram sua última apresentação publica com todos os seus membros. Liceu seguiu carreira solo.
Liceu morreu em 19 de agosto de 1994 na cidade de Lisboa.

## Vida pessoal
Casou-se em 1949 com Maria Natércia de Almeida Vieira Dias, tendo com ela quatro filhos: Carlitos Vieira Dias, Luzia Zizi, Ferdinando "Xinito" Vieira Dias e Felipe de Nery "Pino" Vieira Dias.
O seu sobrinho Ruy Mingas gravou a música "Homenagem a Liceu Vieira Dias".

## Honras
Em 2009 foi lançado o documentário "Estórias para a História da Música Angolana", de Mário Rui Silva, em que classifica Liceu Vieira Dias uma figura lendária da música popular angolana e como um dos artistas mais importantes do país.
O filme "O Lendário Tio Liceu e os N'gola Ritmos", de Jorge António, recebeu o Prémio Melhor Documentário no Festival Internacional de Cinema de Luanda, em 2010.